# G-объект
G-объекты — космические объекты, находятся около центра галактики. Напоминают гигантские газовые облака размером 100 астрономических единиц в поперечнике, которые растягиваются при приближении к чёрной дыре, однако по поведению они ближе к звёздам.

## История исследования G-объектов
Первый необычный объект в центре нашей галактики, названный G1, был обнаружен американскими астрофизиками из Калифорнийского университета в Лос-Анджелесе под руководством Андреа Гез в 2005 году. В 2012 году немецкие астрономы зафиксировали второй аналогичный объект в центре Млечного Пути G2. Ранее объект G2 считался обычным газовым облаком, открытым еще в 2002 году, но по мере его приближения к черной дыре стали проявляться аномальные свойства: внутри газового облака G2 было обнаружено наличие массивного тела. В 2014 году объект G2 вплотную приблизился к сверхмассивной чёрной дыре Стрелец А*. В 2020 году американские астрономы сообщили об обнаружении еще четырех подобных объектов, которые получили названия G3, G4, G5 и G6.

## Гипотезы происхождения
Исследователи полагают, что G-объекты когда-то были двойными звёздами, которые слились вместе, образуя большую звезду, окружённую облаком пыли и газа. Именно наличие массивного тела внутри G2 объясняет, почему облако вновь сгустилось. Остальные G-объекты, скорее всего, имеют схожую природу.